# Liste der Einträge im National Register of Historic Places im Northumberland County (Pennsylvania)

Lage des Northumberland Countys in Pennsylvania

Die Liste der Einträge im National Register of Historic Places im Northumberland County umfasst die 29 Bauwerke und historischen Distrikte, die im Northumberland County in das National Register of Historic Places eingetragen sind. Im County ist eine historische Stätte als National Historic Landmark eingestuft. Ein Eintrag in das National Register wurde zurückgenommen; er wird hier separat gelistet.
Diese Seite ist auf dem Stand vom 7. Oktober 2016

## Aktuelle Einträge
| [ 1 ] | Name                                          | Bild                                          | Eintragsdatum                 | Lage | Ort                                   | Beschreibung |
| ----- | --------------------------------------------- | --------------------------------------------- | ----------------------------- | --- | ------------------------------------- | --- |
| 1     | Allenwood River Bridge                        | Allenwood River Bridge                        | 22. Juni 1988 ID-Nr. 88000865 | Legislative Route 460 über den West Branch Susquehanna River 41° 6′ 28″ N, 76° 53′ 25″ W                                                                  | Delaware Township                     | Die Brücke wurde 1990 durch einen Neubau ersetzt; sie verbindet die Delaware Township mit der Gregg Township im Union County |
| 2     | Beck House                                    | weitere Bilder                                | 11. Jan. 1976 ID-Nr. 76001659 | 62 North Front Street 40° 51′ 50″ N, 76° 47′ 46″ W | Sunbury                               | |
| 3     | Gottlieb Brown Covered Bridge                 | weitere Bilder                                | 8. Aug. 1979 ID-Nr. 79002311  | östlich von Potts Grove an der Township Road 594 41° 0′ 6″ N, 76° 46′ 26″ W                                                                               | East Chillisquaque Township           | führt in die Liberty Township im Montour County                                                                              |
| 4     | Col. James Cameron House                      | Col. James Cameron House                      | 5. Mai 1989 ID-Nr. 89000360   | Pennsylvania Route 405/River Road, südöstlich von Milton 41° 0′ 8″ N, 76° 51′ 43″ W                                                                       | West Chillisquaque Township           | |
| 5     | Dauphin County Bridge No. 27                  |                                               | 2. Aug. 1993 ID-Nr. 93000720  | Deibler's Dam Road (Mahantango Creek Road) über den Mahantango Creek 40° 38′ 5″ N, 76° 51′ 23″ W                                                          | Lower Mahanoy Township                | verbindet die Lower Mahanoy Township mit der Mifflin Township im Dauphin County.                                             |
| 6     | Himmel’s Church Covered Bridge                | Himmel’s Church Covered Bridge                | 8. Aug. 1979 ID-Nr. 79002312  | nordöstlich von Rebuck an der Township Road 442 40° 43′ 23″ N, 76° 43′ 12″ W                                                                              | Washington Township                   | |
| 7     | Hopper-Snyder Homestead                       |                                               | 3. Juli 1979 ID-Nr. 79002315  | nordöstlich von Watsontown abseits der Pennsylvania Route 49061 41° 5′ 39″ N, 76° 51′ 21″ W                                                               | Delaware Township                     | |
| 8     | Hower-Slote House                             | Hower-Slote House                             | 22. Aug. 1979 ID-Nr. 79002314 | West of Turbotville 41° 6′ 6″ N, 76° 47′ 45″ W | Lewis Township                        | |
| 9     | Keefer Station Covered Bridge                 | weitere Bilder                                | 8. Aug. 1979 ID-Nr. 79002313  | East of Sunbury on Township 698 40° 52′ 14″ N, 76° 43′ 25″ W                                                                                              | Upper Augusta Township                | |
| 10    | William Kirk House                            | William Kirk House                            | 2. Dez. 1980 ID-Nr. 80003590  | West of Turbotville 41° 5′ 56″ N, 76° 48′ 43″ W | Delaware Township                     | |
| 11    | Lawrence L. Knoebel Covered Bridge            | weitere Bilder                                | 8. Aug. 1979 ID-Nr. 79002309  | Knoebel's Grove 40° 52′ 38″ N, 76° 30′ 21″ W | Ralpho Township                       | führt in die Cleveland Township im Columbia County                                                                           |
| 12    | Kreigbaum Covered Bridge                      | weitere Bilder                                | 8. Aug. 1979 ID-Nr. 79002316  | östlich von Elysburg an der Township Road 459 40° 50′ 51″ N, 76° 30′ 29″ W                                                                                | Ralpho Township                       | führt in die Cleveland Township im Columbia County                                                                           |
| 13    | Milton Armory                                 | Milton Armory                                 | 12. Juli 1991 ID-Nr. 91000905 | 133 Ridge Avenue 41° 1′ 1″ N, 76° 50′ 58″ W | Milton                                | |
| 14    | Milton Freight Station                        | Milton Freight Station                        | 13. Apr. 1977 ID-Nr. 77001180 | 90 Broadway 41° 1′ 10″ N, 76° 51′ 8″ W | Milton                                | |
| 15    | Milton Historic District                      | Milton Historic District                      | 24. Juli 1986 ID-Nr. 86001933 | grob begrenzt durch 8th und Upper Market Street, Spruce Avenue und Stanton, High und Apple Street sowie den Susquehanna River 41° 1′ 20″ N, 76° 50′ 59″ W | Milton                                | |
| 16    | Northumberland County Courthouse              | Northumberland County Courthouse              | 30. Dez. 1974 ID-Nr. 74001800 | 207 Market Street 40° 51′ 42″ N, 76° 47′ 43″ W | Sunbury                               | |
| 17    | Northumberland Historic District              | Northumberland Historic District              | 18. Nov. 1988 ID-Nr. 88002313 | grob begrenzt durch Fourth Street und A Street, die North Shore Railroad und Wheatley Avenue 40° 53′ 26″ N, 76° 47′ 39″ W                                 | Northumberland                        | |
| 18    | Pennsylvania Canal and Limestone Run Aqueduct | Pennsylvania Canal and Limestone Run Aqueduct | 19. Dez. 1978 ID-Nr. 78002438 | Broadway, Filbert Street, Limestone Run und Bound Avenue 41° 1′ 7″ N, 76° 51′ 13″ W                                                                       | Milton                                | |
| 19    | Dr. Joseph Priestley House                    | Dr. Joseph Priestley House                    | 11. Sep. 1981 ID-Nr. 81000554 | 100 King Street 40° 53′ 20″ N, 76° 47′ 37″ W | Northumberland                        | |
| 20    | Joseph Priestley House                        | Joseph Priestley House                        | 15. Okt. 1966 ID-Nr. 66000673 | Priestley Avenue 40° 53′ 24″ N, 76° 47′ 25″ W | Northumberland                        | |
| 21    | Richards Covered Bridge                       | weitere Bilder                                | 8. Aug. 1979 ID-Nr. 79002308  | East of Elysburg on Township 804 40° 52′ 2,8″ N, 76° 30′ 28,8″ W                                                                                          | Ralpho Township                       | führt in die Cleveland Township im Columbia County                                                                           |
| 22    | Rishel Covered Bridge                         | Rishel Covered Bridge                         | 8. Aug. 1979 ID-Nr. 79002310  | East of Montandon on Township 573 40° 57′ 37″ N, 76° 48′ 58″ W                                                                                            | East und West Chillisquaque Townships | |
| 23    | Caspar Snyder House                           |                                               | 24. Nov. 1978 ID-Nr. 09000101 | Pennsylvania Route 47, südlich von Sunbury 40° 46′ 53″ N, 76° 50′ 31″ W                                                                                   | Lower Augusta Township                | |
| 24    | Sodom Schoolhouse                             | Sodom Schoolhouse                             | 12. Feb. 1974 ID-Nr. 74001799 | östlich von Montandon an der Pennsylvania Route 45 40° 57′ 57″ N, 76° 49′ 38″ W                                                                           | West Chillisquaque Township           | |
| 25    | Sunbury Armory                                | Sunbury Armory                                | 22. Dez. 1989 ID-Nr. 89002082 | Catawissa Avenue, nordöstlich von Sunbury 40° 52′ 22″ N, 76° 46′ 40″ W                                                                                    | Upper Augusta Township                | |
| 26    | Sunbury Historic District                     | Sunbury Historic District                     | 3. Nov. 1983 ID-Nr. 83004240  | grob begrenzt durch Arch, Chestnut, Front und 5th Street 40° 51′ 42″ N, 76° 47′ 37″ W                                                                     | Sunbury                               | |
| 27    | Warrior Run Presbyterian Church               | weitere Bilder                                | 2. Apr. 1973 ID-Nr. 73001659  | nördlich von McEwensville an der Pennsylvania Route 147 41° 5′ 55″ N, 76° 48′ 25″ W                                                                       | Delaware Township                     | |
| 28    | Watsontown River Bridge                       | Watsontown River Bridge                       | 22. Juni 1988 ID-Nr. 88000801 | Legislative Route 240 über den West Branch Susquehanna River 41° 4′ 51″ N, 76° 51′ 55″ W                                                                  | Watsontown                            | führt in die White Deer Township im Union County                                                                             |
| 29    | Zion Stone Church                             | Zion Stone Church                             | 1. Nov. 1984 ID-Nr. 84000267  | Tulpehocken Road in Augustaville 40° 48′ 12,1″ N, 76° 44′ 28,8″ W                                                                                         | Rockefeller Township                  | |

## Frühere Einträge
| [ 1 ] | Name             | Bild | Eintragsdatum                 | Lage                                                         | Ort      | Beschreibung |
| ----- | ---------------- | ---- | ----------------------------- | ------------------------------------------------------------ | -------- | ------------ |
| 1     | Victoria Theatre |      | 21. Nov. 1985 ID-Nr. 85002907 | 46 West Independence Street 40° 47′ 27,6″ N, 76° 33′ 26,6″ W | Shamokin |              |